# Joseph-Agricola Chenal
Joseph-Agricola Chenal (Sallanches, 17 agosto 1794 – Sallanches, 26 gennaio 1881) è stato un politico francese.

## Biografia
Avvocato, fu Deputato del Regno di Sardegna per 7 legislature, dal 1848 al 1860.